# تيرينس دافيس
تيرينس دافيس (بالإنجليزية: Terence Davis)‏ هو لاعب كرة سلة أمريكي يلعب في مركز مدافع مسدد الهدف في نادي تورونتو رابتورز.

## روابط خارجية
- تيرينس دافيس على موقع إن بي أي (الإنجليزية)
- تيرينس دافيس على موقع سبورتس رفرنس (الإنجليزية)
- تيرينس دافيس على موقع كرة السلة الأوروبية.كوم (الإنجليزية)
- تيرينس دافيس على موقع إي إس بي إن.كوم (الإنجليزية)
- تيرينس دافيس على موقع كلية كرة السلة في سبورتس رفرنس.كوم (الإنجليزية)
- تيرينس دافيس على موقع ريلجم (الإنجليزية)
- تيرينس دافيس على موقع بروبوليرز (الإنجليزية)
- تيرينس دافيس على موقع سبورتس رفرنس (الإنجليزية)